# ما يحدث في فيغاس
ما حدث في فيجاس (بالإنجليزية: What Happens in Vegas)‏ هو فيلم كوميدي تم إنتاجه في الولايات المتحدة سنة 2008، من إخراج توم فوغان وتأليف دانا فوكس. الفيلم من بطولة كاميرون دياز وأشتون كوتشر في دور زوجين يفوزان بجائزة كبرى في الكازينو خلال ليلة سكر في لاس فيغاس، لكن خطتهما البسيطة للحصول على طلاق سريع وتقسيم الأموال تعقدت بسبب حكم قاضي محكمة الطلاق. يعتمد العنوان على شعار لاس فيغاس التسويقي "ما يحدث في فيغاس يبقى في فيغاس". وعلى الرغم من المراجعات السلبية من النقاد، حقق الفيلم نجاحًا كبيرًا في شباك التذاكر.

## طاقم التمثيل
- كاميرون دياز
- أشتون كوتشر
- دنيس فارينا
- كوين لطيفة

## الميزانية والإيرادات
بلغت تكلفة إنتاج الفيلم حوالي 35 مليون دولار بينما حقق أرباحا تقدر بـ 219,375,798 دولار.

## مصدر
- «ما حدث في فيغاس»: صياغة جديدة لموضوع مكرر - العربية

## وصلات خارجية
- ما يحدث في فيغاس على موقع IMDb (الإنجليزية)
- ما يحدث في فيغاس على موقع ميتاكريتيك (الإنجليزية)
- ما يحدث في فيغاس على موقع روتن توميتوز (الإنجليزية)
- ما يحدث في فيغاس على موقع نتفليكس (الإنجليزية)
- ما يحدث في فيغاس على موقع قاعدة بيانات الأفلام العربية
- ما يحدث في فيغاس على موقع ألو سيني (الفرنسية)
- ما يحدث في فيغاس على موقع Turner Classic Movies (الإنجليزية)
- ما يحدث في فيغاس على موقع أول موفي (الإنجليزية)
- ما يحدث في فيغاس على موقع بوكس أوفيس موجو (الإنجليزية)
- ما يحدث في فيغاس على موقع فيلمافينيتي (الإسبانية)

1. ↑  وصلة مرجع: http://www.imdb.com/title/tt1033643/. الوصول: 11 أبريل 2016.
2. ↑  وصلة مرجع: http://www.adorocinema.com/filmes/filme-128851/. الوصول: 11 أبريل 2016.
3. ↑  وصلة مرجع: http://www.allocine.fr/film/fichefilm_gen_cfilm=128851.html. الوصول: 11 أبريل 2016.
4. ↑  Vaughan، Tom. "What Happens in Vegas". Radio Times. مؤرشف من الأصل في 2019-08-04.